# دونالد دوغلاس شو
دونالد دوغلاس شو (بالإنجليزية: Donald Douglas Shaw)‏ هو سياسي أمريكي، ولد في 25 يونيو 1834، وتوفي في 29 ديسمبر 1859. انتخب عضو جمعية ولاية نيويورك.